# Bad Lauchstädt
Bad Lauchstädt település Németországban, azon belül Szász-Anhalt tartományban. Lakosainak száma 8995 fő (2023. december 31.). Bad Lauchstädt Mücheln, Obhausen és Braunsbedra községekkel határos.

## Népesség
A település népességének változása:
| Lakosok száma | 8817 | 8867 | 8783 | 8849 | 8939 | 8995 |
|               | 2015 | 2017 | 2019 | 2021 | 2022 | 2023 |